# Технички ремонт Братунац
Технички ремонт Братунац, познат и као Технички ремонтни завод Братунац је компанија из Братунца, Република Српска, која се бави производњом и трговином наоружања и неборбених средстава за војно-полицијску примену.

## Историјат
Основано 1955. године као државно предузеће са две радионице за одржавање, поправку и ремонт моторних возила, током година прераста у предузеће са преко 1500 запослених, производним погоном и простором за складиштење на површини од 22000 м2. Компанија је данас у приватном власништву. 
Након усвојене одлуке Владе Републике Српске, завршен је процес приватизације, на основу које Влада Републике Српске задржава мањински удео у власништву, и тиме пружа подршку приликом склапања комерцијалних уговора са циљем јачања националних одбрамбених способности и безбедности.

## Производи
- Вихор - вишенаменско оклопно возило 4x4[2]
- "Деспот" на свечаном дефилеу поводом дана Републике Српске 2019. године.Деспот - вишенаменско оклопно возило 4x4[3]
- РС-9 Вампир - полуаутоматски пиштољ 9 mm[4]
- МХ-17 - машина за деминирање.[5]
- Муниција
- Радарски системи средњег и дугог домета[6]
- Упаљачи за мине, гранате и ракете[7]
- Термички и сензори за оптичка влакна, аутоматско препознавање таблица и аутоматску детекцију објеката[8][9]
- Мобилни генератор електричне енергије и чисте воде за војну и цивилну примену[10]
- Мобилне стражарске кућице[8]
- Систем команде, контроле и комуникације.[11]